# Osnabrück Hauptbahnhof
Osnabrück Hauptbahnhof is het centraal station van de Nedersaksische stad Osnabrück. Het werd in 1895 geopend en is het enige kruisingsstation van Nedersaksen. Het station is een knooppunt voor langeafstands- en regionaal verkeer. Dagelijks maken meer dan 16.000 reizigers gebruik van het station.

## Indeling
Het bovenste gedeelte ligt van het noordoosten naar het zuidwesten aan de geëlektrificeerde spoorlijn Wanne-Eickel - Hamburg. Het onderste gedeelte ligt van oost naar west aan de geëlektrificeerde spoorlijn Löhne - Rheine. De bovenste en onderste sporen zijn verbonden met een spoor door het stadsdeel Schinkel.
Daarnaast takken twee niet-geëlektrificeerde spoorlijnen van de hoofdlijnen af. In het zuidoosten in de richting van Brackwede en Bielefeld en in het noorden in de richting van Cloppenburg en Oldenburg.

### Spoorindeling
Bovenste sporen (perronsporen 1-5)
Spoor 1: ERB RB66 naar Münster (Westf)
Spoor 2: ICE en IC naar Ruhrgebied
Spoor 3: ICE en IC naar Hamburg en IC Münster-Berlijn
Spoor 4: RE 9 naar Bremen en Bremerhaven
Spoor 5: NWB RB75 naar Bielefeld
Daarnaast zijn er nog drie sporen zonder perron voor doorgaande treinen.
Onderste sporen (perronsporen 11-14)
Spoor 11: IC naar Hannover en Berlijn, WFB RE60 naar Braunschweig en ERB RB61 naar Herford en Bielefeld
Spoor 12: IC naar Bad Bentheim en Amsterdam Centraal, WFB RE60 naar Rheine en ERB RB61 naar Rheine, Bad Bentheim en Hengelo
Spoor 13/14: NWB RE18 en RB58 naar Oldenburg en Wilhelmshaven evenals Delmenhorst en Bremen
Bij de onderste sporen bevindt zich een spoor met goederenperron, daarnaast ook nog twee sporen voor doorgaande treinen.
Alle perrons zijn toegankelijk gemaakt en met liften te bereiken. Direct aan het stationsgebouw ligt spoor 1, dit perron geeft via trappen en liften ook toegang tot de onderste sporen (11-14). Vanaf het stationsgebouw zijn via een tunnel de sporen 2-5 te bereiken.

### Geplande moderniseringsmaatregelen
Als onderdeel van economische stimuleringsprogramma's werden door de DB Station&Service maatregelen genomen om het stationsgebouw aantrekkelijker te maken. In de wachtruimte werd nieuwe zitplaatsen geplaatst en informatiepanelen geïnstalleerd. Deutsche Bahn heeft, als onderdeel van een vernieuwingsprogramma, voor circa 10 miljoen euro in de perrons en overkappingen van Osnabrück Hbf geïnvesteerd vanaf 2015. Daarnaast had het station nog NX-beveiliging uit de jaren 60 die omstreeks 2016 is gemoderniseerd naar een elektronisch systeem.
De stad Osnabrück plant verder, onder de naam Terminal Ost, een extra uitgang van het station bij de Hamburger Straße. Hierbij zal de tunnel van het stationsgebouw tot spoor 5 verlengd worden, om een verbinding te maken met het bedrijventerrein Hasepark en daarmee het verkeer op het stationsplein (Theodor-Heuss-Platz) te ontlasten.

## Verbindingen

### Treinverbindingen
De volgende treinverbindingen bedienen Osnabrück Hbf (dienstregeling 2015):

#### Lange-afstandstreinen
| Serie         | Route | Route | Route | Route | Frequentie                                                                    |
| ------------- | --- | --- | --- | --- | ----------------------------------------------------------------------------- |
| ICE 31        | Hamburg (Altona – Hbf – Harburg) – Bremen – Osnabrück Hbf – Dortmund – Hagen – Wuppertal – Keulen – Bonn – Koblenz – Mainz – Frankfurt (Main) (Flugh. Fernbf – Hbf) – Würzburg – Nürnberg                                                                 | Hamburg (Altona – Hbf – Harburg) – Bremen – Osnabrück Hbf – Dortmund – Hagen – Wuppertal – Keulen – Bonn – Koblenz – Mainz – Frankfurt (Main) (Flugh. Fernbf – Hbf) – Würzburg – Nürnberg                                                                 | Hamburg (Altona – Hbf – Harburg) – Bremen – Osnabrück Hbf – Dortmund – Hagen – Wuppertal – Keulen – Bonn – Koblenz – Mainz – Frankfurt (Main) (Flugh. Fernbf – Hbf) – Würzburg – Nürnberg                                                                 | Hamburg (Altona – Hbf – Harburg) – Bremen – Osnabrück Hbf – Dortmund – Hagen – Wuppertal – Keulen – Bonn – Koblenz – Mainz – Frankfurt (Main) (Flugh. Fernbf – Hbf) – Würzburg – Nürnberg                                                                 | Enkele treinen per dag                                                        |
| ICE 91        | Hamburg (Hbf – Harburg) – Bremen – Osnabrück Hbf – Dortmund – Hagen – Wuppertal – Keulen – Bonn – Koblenz – Mainz – Frankfurt (Main) (Flugh. Fernbf – Hbf) – Würzburg – Nürnberg – Regensburg – Passau – Wels – Linz – Wenen (Meidling – Hbf – Flughafen) | Hamburg (Hbf – Harburg) – Bremen – Osnabrück Hbf – Dortmund – Hagen – Wuppertal – Keulen – Bonn – Koblenz – Mainz – Frankfurt (Main) (Flugh. Fernbf – Hbf) – Würzburg – Nürnberg – Regensburg – Passau – Wels – Linz – Wenen (Meidling – Hbf – Flughafen) | Hamburg (Hbf – Harburg) – Bremen – Osnabrück Hbf – Dortmund – Hagen – Wuppertal – Keulen – Bonn – Koblenz – Mainz – Frankfurt (Main) (Flugh. Fernbf – Hbf) – Würzburg – Nürnberg – Regensburg – Passau – Wels – Linz – Wenen (Meidling – Hbf – Flughafen) | Hamburg (Hbf – Harburg) – Bremen – Osnabrück Hbf – Dortmund – Hagen – Wuppertal – Keulen – Bonn – Koblenz – Mainz – Frankfurt (Main) (Flugh. Fernbf – Hbf) – Würzburg – Nürnberg – Regensburg – Passau – Wels – Linz – Wenen (Meidling – Hbf – Flughafen) | Enkele treinen per dag                                                        |
| EC/IC 30      | Hamburg-Altona – | Hamburg Dammtor – | Hamburg (Hbf – Harburg) – Bremen – Osnabrück Hbf – Münster – Dortmund – Essen – Duisburg – Düsseldorf – Keulen – Bonn – Koblenz – Mainz – Mannheim – | Heidelberg – Stuttgart | 1x per twee uur, 1x per dag vanaf Binz/Westerland                             |
| EC/IC 30      | Westerland – Heide – Itzehoe – | Hamburg Dammtor – | Hamburg (Hbf – Harburg) – Bremen – Osnabrück Hbf – Münster – Dortmund – Essen – Duisburg – Düsseldorf – Keulen – Bonn – Koblenz – Mainz – Mannheim – | Karlsruhe – Baden-Baden – Freiburg – Bazel (Bad Bf – SBB) – Zürich – Sargans – Chur | 1x per dag, Hamburg-Chur                                                      |
| EC/IC 30      | Ostseebad Binz – Stralsund – Rostock – Schwerin – | | Hamburg (Hbf – Harburg) – Bremen – Osnabrück Hbf – Münster – Dortmund – Essen – Duisburg – Düsseldorf – Keulen – Bonn – Koblenz – Mainz – Mannheim – | Karlsruhe – Baden-Baden – Freiburg – Bazel (Bad Bf – SBB) – Zürich – Sargans – Chur | 1x per dag, Hamburg-Chur                                                      |
| IC 31         | Hamburg-Altona | Hamburg Dammtor – | Hamburg (Hbf – Harburg) – Bremen – Osnabrück Hbf – Münster – Dortmund – Essen – Duisburg – Düsseldorf – Keulen – Bonn – Koblenz – Mainz – Frankfurt (Main) (Flugh. Fernbf – Hbf) – Hanau – Würzburg – Nürnberg – Regensburg – Plattling – Passau          | Hamburg (Hbf – Harburg) – Bremen – Osnabrück Hbf – Münster – Dortmund – Essen – Duisburg – Düsseldorf – Keulen – Bonn – Koblenz – Mainz – Frankfurt (Main) (Flugh. Fernbf – Hbf) – Hanau – Würzburg – Nürnberg – Regensburg – Plattling – Passau          | Hamburg Hbf-Frankfurt Hbf 1x per twee uur. Begin-/eindpunt wisselt per trein. |
| IC 31         | Kiel – Neumünster | Hamburg Dammtor – | Hamburg (Hbf – Harburg) – Bremen – Osnabrück Hbf – Münster – Dortmund – Essen – Duisburg – Düsseldorf – Keulen – Bonn – Koblenz – Mainz – Frankfurt (Main) (Flugh. Fernbf – Hbf) – Hanau – Würzburg – Nürnberg – Regensburg – Plattling – Passau          | Hamburg (Hbf – Harburg) – Bremen – Osnabrück Hbf – Münster – Dortmund – Essen – Duisburg – Düsseldorf – Keulen – Bonn – Koblenz – Mainz – Frankfurt (Main) (Flugh. Fernbf – Hbf) – Hanau – Würzburg – Nürnberg – Regensburg – Plattling – Passau          | Hamburg Hbf-Frankfurt Hbf 1x per twee uur. Begin-/eindpunt wisselt per trein. |
| IC 31         | Fehmarn-Brug – Oldenburg (Holst) – Lübeck – | | Hamburg (Hbf – Harburg) – Bremen – Osnabrück Hbf – Münster – Dortmund – Essen – Duisburg – Düsseldorf – Keulen – Bonn – Koblenz – Mainz – Frankfurt (Main) (Flugh. Fernbf – Hbf) – Hanau – Würzburg – Nürnberg – Regensburg – Plattling – Passau          | Hamburg (Hbf – Harburg) – Bremen – Osnabrück Hbf – Münster – Dortmund – Essen – Duisburg – Düsseldorf – Keulen – Bonn – Koblenz – Mainz – Frankfurt (Main) (Flugh. Fernbf – Hbf) – Hanau – Würzburg – Nürnberg – Regensburg – Plattling – Passau          | Hamburg Hbf-Frankfurt Hbf 1x per twee uur. Begin-/eindpunt wisselt per trein. |
| IC 77 140/240 | Berlijn (Ostbf – Hbf – Spandau) – Stendal – Wolfsburg – Hannover – Minden – Osnabrück Hbf – | Berlijn (Ostbf – Hbf – Spandau) – Stendal – Wolfsburg – Hannover – Minden – Osnabrück Hbf – | Rheine – Bad Bentheim – Hengelo – Deventer – Amersfoort Centraal – Amsterdam Centraal | Rheine – Bad Bentheim – Hengelo – Deventer – Amersfoort Centraal – Amsterdam Centraal | 1x per twee uur                                                               |
| IC 77 140/240 | Berlijn (Ostbf – Hbf – Spandau) – Stendal – Wolfsburg – Hannover – Minden – Osnabrück Hbf – | Berlijn (Ostbf – Hbf – Spandau) – Stendal – Wolfsburg – Hannover – Minden – Osnabrück Hbf – | Münster | Münster | 1x per dag                                                                    |
| FLX20         | Hamburg (Altona – Hbf – Harburg) – Osnabrück Hbf – Münster – Gelsenkirchen – Essen – Duisburg – Düsseldorf – Keulen | Hamburg (Altona – Hbf – Harburg) – Osnabrück Hbf – Münster – Gelsenkirchen – Essen – Duisburg – Düsseldorf – Keulen | Hamburg (Altona – Hbf – Harburg) – Osnabrück Hbf – Münster – Gelsenkirchen – Essen – Duisburg – Düsseldorf – Keulen | Hamburg (Altona – Hbf – Harburg) – Osnabrück Hbf – Münster – Gelsenkirchen – Essen – Duisburg – Düsseldorf – Keulen | 4x per dag                                                                    |

#### Regionale treinen
| Serie       | Treinsoort                       | Route | Bijzonderheden                                              |
| ----------- | -------------------------------- | --- | ----------------------------------------------------------- |
| RE 2        | Regional-Express (DB Regio NRW)  | Osnabrück Hbf – Münster Hbf – Recklinghausen Hbf – Wanne-Eickel Hbf – Gelsenkirchen Hbf – Essen Hbf – Duisburg Hbf – Düsseldorf Hbf | Rhein-Haard-Express                                         |
| RE 9        | Regional-Express (DB Regio Nord) | (Bremerhaven-Lehe – Bremerhaven Hbf – ) Bremen Hbf – Diepholz – Osnabrück Hbf                                                       | Rijdt 1x per twee uur tussen Bremerhaven-Lehe en Bremen Hbf |
| RE 18       | Regional-Express (NordWestBahn)  | Wilhelmshaven Hbf – Oldenburg (Oldb) Hbf – Cloppenburg – Bramsche – Osnabrück Hbf                                                   |                                                             |
| RB 58       | Regionalbahn (NordWestBahn)      | Osnabrück Hbf – Bramsche – Vechta – Delmenhorst – Bremen Hbf                                                                        | Der Bramscher                                               |
| RE 60       | Regional-Express (Westfalenbahn) | Rheine – Osnabrück Hbf – Bünde (Westf) – Löhne (Westf) – Bad Oeynhausen – Minden (Westf) – Hannover Hbf – Lehrte – Braunschweig Hbf | Ems-Leine-Express 1x per twee uur                           |
| 20350 RB 61 | Stoptrein/Regionalbahn (Keolis)  | Hengelo – Bad Bentheim – Rheine – Osnabrück Hbf – Bünde(Westf) – Bielefeld Hbf                                                      | Wiehengebirgsbahn                                           |
| RB 66       | Regionalbahn (eurobahn)          | Münster Hbf – Lengerich (Westf) – Osnabrück Hbf                                                                                     | Teuto-Bahn                                                  |
| RB 75       | Regionalbahn (NordWestBahn)      | Bielefeld Hbf – Halle (Westf) – Osnabrück Hbf                                                                                       | Haller Willem 2x per uur, 1x per uur in het weekend         |

### Busverbindingen
Het station is per bus goed te bereiken door een busstation waar stads- en regionale bussen vertrekken. Het voornaamste overstappunt voor de bussen ligt bij de halte Neumarkt.

## Andere stations in Osnabrück
Andere stations voor het reizigersvervoer in Osnabrück is:
- Osnabrück Altstadt (voorheen Osnabrück-Hasetor) ten westen van Hbf nabij het stadscentrum.
- Osnabrück-Sutthausen ten zuiden van Hbf, aan de  zijlijn naar Bielefeld.

De stations Osnabrück-Eversburg, -Lüstringen, -West en Hannoverscher Bahnhof worden niet meer bediend.